# Bandiera della Repubblica Socialista Sovietica Georgiana
La bandiera della Repubblica Socialista Sovietica Georgiana fu adottata l'11 aprile 1951.
Precedentemente a questa, la bandiera era rossa con i caratteri in alfabeto georgiano სსსრ (SSSR) in oro nell'angolo in alto a sinistra.
Tra il 1937 e l'adozione della bandiera sopra descritta (anni quaranta), la bandiera era rossa con i caratteri georgiani საქართველოს სსრ (Sakartvelos SSR) in oro nell'angolo in alto a sinistra.
Tra il 1922 e il 1937 la bandiera era rossa, con i caratteri cirillici ССРГ (SSRG) sempre in alto a sinistra.
Sul finire del 1990, la bandiera della Repubblica Socialista Sovietica Georgiana adottò una nuova bandiera, ovvero la bandiera della breve Repubblica Democratica di Georgia.
È stata la sola e unica bandiera adottata in una delle ex repubbliche sovietiche a non raffigurare la falce e martello in color giallo oro. L'uso della bandiera sovietica - come qualsiasi simbolo che raffigura l'ideologia comunista - è vietato in Georgia.